# Inspecteur des finances publiques
Ne pas confondre avec Inspecteur général des finances
 (juin 2023).
Si vous disposez d'ouvrages ou d'articles de référence ou si vous connaissez des sites web de qualité traitant du thème abordé ici, merci de compléter l'article en donnant les références utiles à sa vérifiabilité et en les liant à la section « Notes et références ».
L'inspecteur des finances publiques (IFiP) est une catégorie de fonctionnaires qui appartient à un corps de catégorie A de la direction générale des Finances publiques (DGFiP), au sein du ministère de l’Économie et des Finances.
Le corps des inspecteurs des finances publiques comprend les grades d'inspecteur des finances publiques et d'inspecteur spécialisé des finances publiques, et dans la catégorie des cadres supérieurs (A+), les grades d'inspecteur principal des finances publiques (IP), d'inspecteur divisionnaire des finances publiques (IDiv, classe normale et hors classe) et enfin le grade d'administrateur adjoint des finances publiques (AFiPA).
Le grade d'inspecteur des finances publiques est issu de la fusion des grades d’inspecteur des impôts et d’inspecteur du trésor public.

## Métier
L'inspecteur des finances publiques exerce des fonctions variées. Il participe aux travaux d'encadrement, d'expertise et de conception dans le cadre des missions incombant à la direction générale des Finances publiques.
Il assure notamment la responsabilité des opérations d'assiette et de recouvrement, la réalisation des opérations de contrôle fiscal et les travaux de contentieux de l'impôt.
Il assure également la responsabilité des opérations relevant de la comptabilité et du contrôle des dépenses et recettes de l'État, des établissements publics et des collectivités territoriales.
Il peut se voir confier les fonctions d'adjoint en service des impôts des particuliers (SIP), en service des impôts des entreprises (SIE), ou en trésorerie (municipale, hospitalière ou amendes). Il peut également exercer en tant qu'huissier des finances publiques. Enfin, il peut exercer les fonctions d'agent comptable pour certains établissements publics.
Si tous ces métiers s'exercent indifféremment par le même recrutement, il existe également pour les « profils informatiques » des inspecteurs analystes et inspecteurs programmeurs de système d’exploitation. Ces derniers sont eux recrutés par un concours spécifique.

## Recrutement
L'inspecteur des finances publiques est recruté sur concours (externe ou interne), sur liste d’aptitude ou par voie d’examen professionnel. Des quotas sont enfin réservés aux travailleurs handicapés ou anciens militaires.
Les règles des concours externes et internes sont fixées par l'arrêté du 2 mars 2011 fixant les règles d'organisation générale, la nature et le programme des épreuves des concours pour l'accès au grade d'inspecteur des finances publiques.
Les concours externe et interne pour le recrutement d'inspecteurs des finances publiques comportent des épreuves d'admissibilité et des épreuves d'admission. À compter de 2019 est instauré une limite de cinq participations au concours (nombre maximal de tentatives interne + externe) et il n'est plus possible de tenter les deux concours la même année.
En 2021, toutes les restrictions du nombre de tentatives de concours sont levés par un décret ministériel, ce qui implique celui d'inspecteur des finances. Cependant, il est toujours impossible de passer à la fois l'interne et l'externe car les dates sont identiques.

### Nombre de places offertes aux concours
Le premier concours fusionné date de l'année scolaire 2011-2012 avec prise de poste au 1er septembre 2012. Auparavant, chaque administration (direction générale des Impôts et direction générale de la Comptabilité publique) organisait ses propres épreuves. Ce premier concours a offert 393 postes en externe et 369 en interne. On dénombre 3 296 candidats présents en externe et 3 407 en interne.
Pour la session 2012-2013 (recrutement actif au 1er septembre 2013), 150 postes étaient pourvus pour le concours externe (3 643 candidats présents) et 150 pour le concours interne (3 245 candidats présents).
Pour la session 2013-2014 (recrutement actif au 1er septembre 2014), 296 postes étaient pourvus pour le concours externe (3 579 candidats présents) et 270 pour le concours interne (3 483 candidats présents).
Pour la session 2014-2015 (recrutement actif au 1er septembre 2015), 164 postes étaient pourvus pour le concours externe (4 022 candidats présents) et 175 pour le concours interne (3 303 candidats présents).
Pour la session 2015-2016 (recrutement actif au 1er septembre 2016), 122 postes étaient pourvus pour le concours externe (3 710 candidats présents) et 142 pour le concours interne (2 938 candidats présents).
Pour la session 2016-2017 (recrutement actif au 1er septembre 2017), 243 postes étaient pourvus pour le concours externe (3 819 candidats présents) et 81 pour le concours interne (3 047 candidats présents).
Pour la session 2017-2018 (recrutement actif au 1er septembre 2018), 511 postes étaient pourvus pour le concours externe (3 709 candidats présents) et 170 pour le concours interne (2 891 candidats présents).

#### Nombre de candidats déclarés admissibles
Pour le concours externe, 721 candidats ont été déclarés admissibles en 2011-2012, 306 en 2012-2013, 570 en 2013-2014, 303 en 2014-2015, 244 en 2015-2016, 488 en 2016-2017 et 1 045 en 2017-2018.
Tandis que pour le concours interne, 619 candidats ont été déclarés admissibles en 2011-2012, 281 en 2012-2013, 449 en 2013-2014, 299 en 2014-2015, 244 en 2015-2016, 176 en 2016-2017 et 348 en 2017-2018.

### Concours externe
Les candidats doivent être titulaires d’une licence ou d’un diplôme équivalent (baccalauréat + équivalent 3 ans d'études supérieures). La condition de diplôme n'est pas requise pour les parents d'au moins trois enfants ou les sportifs de haut niveau. Le diplôme est à présenter au plus tard un mois avant la date de nomination des inspecteurs stagiaires.

#### Épreuves écrites d'admissibilité
1. Épreuve no 1 (durée : 4 heures ; coefficient 7) : rédaction d'une note de synthèse à partir d'un dossier relatif aux questions économiques et financières. Cette épreuve est destinée à vérifier les qualités d'expression, d'analyse et de synthèse du candidat ainsi que son aptitude à dégager des conclusions et/ou formuler des propositions.
2. Épreuve no 2 (durée : 3 heures ; coefficient 5) : épreuve au choix du candidat :
  - Droit constitutionnel et administratif : réponses à des questions et/ou commentaire d'un ou plusieurs textes et/ou cas pratiques ;
  - Institutions, droit et politiques communautaires : réponses à des questions et/ou commentaire d'un ou plusieurs textes et/ou cas pratiques ;
  - Droit civil et procédures civiles : réponses à des questions et/ou commentaire d'un ou plusieurs textes et/ou cas pratiques ;
  - Droit des affaires : réponses à des questions et/ou commentaire d'un ou plusieurs textes et/ou cas pratiques ;
  - Analyse économique : réponses à des questions et/ou commentaire d'un ou plusieurs textes et/ou cas pratiques ;
  - Économétrie et statistique : résolution d'un ou plusieurs problèmes ;
  - Mathématiques : résolution d'un ou plusieurs problèmes ;
  - Gestion comptable et analyse financière : résolution d'un ou plusieurs problèmes et/ou cas pratiques ;
  - Finances et gestion publiques : réponses à des questions et/ou commentaire d'un ou plusieurs textes et/ou cas pratiques.

Toute note inférieure à 5 à l'une ou l'autre épreuve entraîne l'élimination du candidat.
Environ 6 semaines après les écrits, le jury publie la liste des candidats retenus pour passer les épreuves d'admission composées de deux oraux. L'épreuve écrite de langue est passée en même temps que les épreuves d'admissibilité.

#### Épreuves d'admission
1. Épreuve orale no 1 (durée : 30 minutes ; coefficient 6) : entretien avec le jury destiné à apprécier les motivations du candidat et son aptitude à exercer des fonctions d'inspecteur. L'entretien comprend tout d'abord une présentation par le candidat, durant environ 5 minutes, de son parcours. Il se poursuit par un échange avec le jury notamment sur sa connaissance de l'environnement économique et financier.
2. Épreuve orale no 2 (préparation : 20 minutes ; exposé et questions : 20 minutes ; coefficient 4) : exposé sur un sujet parmi deux tirés au sort par le candidat sur une option de l'épreuve écrite d'admissibilité no 2, suivi de questions en rapport avec le sujet traité et/ou le programme de l'option.
3. Épreuve écrite no 3 (durée : 1 h 30 ; coefficient 1) : traduction sans dictionnaire d'un document rédigé dans l'une des langues suivantes : allemand, anglais, espagnol ou italien. Il n'y a pas de note éliminatoire pour cette épreuve.

Une note inférieure à 5 à l'un des oraux entraîne élimination du candidat (sauf pour l'épreuve en langue étrangère). Le classement s'obtient par addition des cinq notes assorties de leur coefficient.

### Concours interne
Les candidats doivent être fonctionnaires depuis au moins quatre ans et appartenir à la catégorie B ou à un niveau supérieur.

#### Épreuves écrites d'admissibilité
1. Épreuve no 1 (durée : 4 heures ; coefficient 7) : rédaction d'une note de synthèse à partir d'un dossier relatif aux questions économiques et financières. Cette épreuve est destinée à vérifier les qualités d'expression, d'analyse et de synthèse du candidat ainsi que son aptitude à dégager des conclusions et/ou formuler des propositions.
2. Épreuve no 2 (durée : 3 heures ; coefficient 5) : épreuve au choix du candidat :
  - Fiscalité personnelle et patrimoniale ;
  - Fiscalité professionnelle ;
  - Gestion comptable et analyse financière ;
  - Gestion publique ;
  - Budget, immobilier, gestion des ressources humaines, logistique et organisation de la DGFiP.
3. Épreuve n° 3 (durée : 1 h 30 ; coefficient 1 pour les points au-dessus de 10) : traduction sans dictionnaire d'un document rédigé dans l'une des langues suivantes : allemand, anglais, espagnol ou italien. Seuls les points au-dessus de 10 sont retenus et il n'y a pas de note éliminatoire pour cette épreuve.

Toute note inférieure à 5 à l'épreuve 1 ou 2 entraîne l'élimination du candidat (sauf pour l'épreuve en langue étrangère).
Environ 6 semaines après les écrits, le jury publie les notes et donc la liste des candidats retenus pour passer les épreuves d'admission composés d'un oral.

#### Épreuve d'admission
1. Épreuve orale no 1 (durée : 30 minutes ; coefficient 9) : entretien avec le jury destiné à apprécier les motivations du candidat et son aptitude à exercer des fonctions d'inspecteur. L'entretien comprend tout d'abord une présentation par le candidat, durant environ 5 minutes, de son parcours. Il se poursuit par un échange avec le jury notamment sur sa connaissance de l'environnement économique et financier.

Un note inférieure à 5 entraîne élimination du candidat. Le classement s'obtient par addition des quatre notes (en ne tenant compte que les points au-dessus de 10 pour les langues) assorties de leurs coefficients.

## Formation
Pour un article plus général, voir École nationale des finances publiques.
Les 8 premiers mois, de septembre à avril, se déroulent à l’École nationale des finances publiques (établissements de Noisiel, Clermont-Ferrand ou Toulouse), puis suivent 3 mois de stage pratique dans leur première direction d’affectation et le mois d'août en autorisation d'absence.
Les lauréats du concours d’inspecteur des finances publiques N passent les épreuves en septembre N-1 et les oraux début N. Ils sont nommés inspecteurs des finances publiques stagiaires le 1er septembre N. Ils prennent leur poste début mai N+1 et sont titularisés le 1er septembre N+1 à condition d'avoir obtenu 6 Unité de Compétences (UC) sur 9 UC pour les généralistes et 8 UC sur 12 UC pour les informaticiens (Unités de compétences) au cours de leur scolarité à l'École nationale des finances publiques.
Les UC portent sur : les finances publiques, la comptabilité, le droit (ces trois lors d'une épreuve écrite de 2 h 15), le management (un oral collectif de 30 minutes); quatre sur la spécialisation de l'inspecteur définie durant la scolarité (parmi la gestion publique locale, gestion publique d'état, gestion des impôts, ou contrôle fiscal) : 3 UC lors d'une épreuve écrite de 3 h 30 et un oral individuel de 30 minutes. Enfin l'attitude générale durant la formation fait l'objet d'un rapport comptant pour une UC, qui est éliminatoire si non acquise.
Toute UC non acquise peut faire l'objet d'un rattrapage écrit ou oral pour les non titularisés (hors attitude générale). Une personne n'ayant pas obtenu le nombre d'UC nécessaire passera par une commission qui statuera sur sa situation à venir. Par ailleurs, la formation pratique de mi-mai à fin août doit également faire l'objet d'un avis favorable avant titularisation définitive au premier septembre.
En cas de non titularisation, un redoublement à l'École nationale des finances publiques est possible, une rétrogradation notamment pour un ancien B interne, ou simplement la perte du bénéfice du concours.

## Perspectives de carrière et rémunération
À l’issue de leur formation, les inspecteurs des finances publiques perçoivent une rémunération nette annuelle minimum de 27 517 € en région et 28 428 € en Île-de-France  (rémunération d’un inspecteur externe débutant, sans enfant, sans qualification particulière).
La rémunération annuelle nette d’un inspecteur PSE débutant après titularisation au 1er mars 2017, en poste au sein d’un établissement de service informatique en Île-de-France s'élève à 31 700 €.
La rémunération annuelle nette d’un analyste débutant après titularisation au 1er mars 2017, en poste dans les services centraux en Île-de-France s'élève à 35 100 €.
La rémunération annuelle nette d'un inspecteur des finances publiques PSE débutant après titularisation au 1er septembre 2019, en poste dans les services centraux en Île-de-France s'élève à environ 39 000 €.
Les inspecteurs des finances publiques peuvent ensuite évoluer vers des fonctions d’encadrement supérieur en passant le concours d’inspecteur principal (ouvert aux inspecteurs des finances publiques qui ont atteint le 4e échelon et qui comptent au moins cinq ans de services effectifs dans un corps de catégorie A dont deux ans en tant qu'inspecteur des finances publiques), qui peut ensuite permettre d'accéder sur sélection au grade d'administrateur des finances publiques adjoint après cinq ans de services en tant qu'inspecteur principal, puis par le biais d'une nomination au grade d'administrateur des finances publiques.
La sélection d’inspecteur divisionnaire est ouverte aux inspecteurs des finances publiques ayant atteint au moins le 8e échelon et comptant au moins sept ans de services effectifs dans un corps de catégorie A.
Au total, le corps des inspecteurs des finances publiques comprend 5 grades :
- inspecteur, dont 1 échelon d'inspecteur stagiaire
- inspecteur divisionnaire de classe normale (IDIV CN)
- inspecteur divisionnaire hors classe (IDIV HC)
- inspecteur principal (IP)
- administrateur des finances publiques adjoint (AFIPA)